# Nicolás Rodríguez Carrasco
Nicolás Rodríguez Carrasco (Chihuahua, 1890 - Ciudad Juárez, 1940) was een Mexicaans generaal en fascist.
Tijdens de Mexicaanse Revolutie vocht Rodríguez mee aan de zijde van Pancho Villa. Hij klom op tot brigadegeneraal maar hij deserteerde in 1918. Na de revolutie verrechtste hij en sloot hij zich aan bij verschillende racistische, antisemitische en antichinese organisaties. In 1929 sloot hij zich aan bij José Vasconcelos, die vergeefs poogde president te worden. Nadat Vasconcelos verslagen was en het land ontvluchtte werd Rodríguez een beschermeling van voormalig president Plutarco Elías Calles. Rodríguez richtte de groenhemden op, die werden getolereerd door Calles. President Abelardo Luján Rodríguez liet deze groep in 1932 ontbinden.
In 1933 richtte hij een nieuwe fascistische organisatie op, de goudhemden. Deze verzetten zich tegen het beleid van president Lázaro Cárdenas en eisten de onmiddellijke uitzetting van alle Joden en Chinezen uit Mexico. De goudhemden raakten regelmatig betrokken bij gevechten met tegenstanders. Doordat Calles uit de gratie was gevallen verloor Rodríguez zijn beschermheer. In augustus 1936 werd hij gearresteerd en het land uit gezet. Hij nam zijn intrek in Texas, gevolgd door veel van zijn goudhemden, en raakte in contact met Amerikaanse fascisten, waaronder de zilverhemden van William Dudley Pelley. In 1938 deed hij zonder succes een poging Mexico binnen te vallen via Matamoros.
Rodríguez werd voortdurend in de gaten gehouden door de Mexicaanse en Amerikaanse geheime diensten, en kon daarom weinig meer uitrichten. Hij overleed in 1940; volgens zijn aanhangers was hij vergiftigd.